# Sipiniq
U eskimskoj kulturi, sipiniq (Inuktitut ᓯᐱᓂᖅ, od sipi u značenju "razdvojiti", množina sipiniit) odnosi se na osobu za koju se vjeruje da je promijenila svoj fizički spol rođenjem, ali čiji se spol tretira kao isti kao i njihov izvorni spol. Na primjer, novorođenče se može smatrati muškim genitalijama koje su se pri rođenju "otvorile" i postale ženske genitalije. To bi dojenče bilo društveno određeno kao muško, unatoč posjedovanju ženskih genitalija. Ovaj koncept prvenstveno je posvjedočen u područjima kanadskog Arktika, poput Igloolika i Nunavika. Na neki se način sipiniq može smatrati trećim spolom. Ovaj koncept prvenstveno je posvjedočen u područjima kanadskog Arktika, poput Igloolika i Nunavika.
Francuski antropolog Bernard Saladin D'Anglure odgovoran je za velik dio ranih znanstvenih istraživanja sipiniita, počevši od kasnih 1970-ih. Izvijestio je da su dvije trećine sipiniita bila muška dojenčad koja su postala ženskim rodom, a zatim su označena kao muška (obrnuto se moglo dogoditi, iako rjeđe). Duga i teška rođenja često su se pripisivala sipiniit dojenčadi. Društveno su Sipiniiti bili pripadnici određenog spola. Nazvani bi po preminulom rođaku određenog spola, obavljali bi posao povezan s tim spolom i nosili bi tradicionalnu odjeću prilagođenu zadaćama spola. To je općenito trajalo do puberteta, ali u nekim se slučajevima nastavilo i u odrasloj dobi, pa čak i nakon što se sipiniq osoba udala. Sipiniit se smatrao snažnim posrednikom između prirodnog i duhovnog svijeta, čineći ih glavnim kandidatima za preuzimanje uloge angakkuq-a ili šamana. Mnogi su se sipiniiti vjenčali s drugim sipiniitima, ali mogli su se i vjenčati s cisgender osobama - budući da su sipiniiti odražavali rodnu ulogu, a ne seksualnost.
Antropologinja Betty Kobayashi Issenman smatrala je imenovanje djeteta sipiniqom duhovnom praksom kojom je dijete ugrađivalo duh preminulog rođaka, a ne izraz djeteta koje je transrodno. Neki Eskimi izvijestili su da će žene koje su bile sipiniit i same roditi sipiniit djecu.